# Homalophis gyii
Homalophis gyii es una especie de serpientes de la familia Homalopsidae.

## Distribución geográfica yhábitat
Es endémica de Borneo (Kalimantan).